# Сульмона
Сульмона (італ. Sulmona) — муніципалітет в Італії, у регіоні Абруццо,  провінція Л'Аквіла.
Сульмона розташована на відстані близько 125 км на схід від Рима, 60 км на південний схід від Л'Акуїли.
Населення — 24 855 осіб (2014).
Щорічний фестиваль відбувається 28 квітня. Покровитель — San Panfilo.

## Демографія
Населення за роками:

Станом на 1 січня 2023 року в муніципалітеті офіційно проживали 1154 іноземці з 69 країн, серед них 548 громадян країн Євросоюзу та 45 громадян України.

## Клімат
| SULMONA          | Місяці | Місяці | Місяці | Місяці | Місяці | Місяці | Місяці | Місяці | Місяці | Місяці | Місяці | Місяці | Пора | Пора | Пора | Пора | Рік  |
| SULMONA          | Січ    | Лют    | Бер    | Кві    | Тра    | Чер    | Лип    | Сер    | Вер    | Жов    | Лис    | Гру    | Зим  | Вес  | Літ  | Осі  | Рік  |
| ---------------- | ------ | ------ | ------ | ------ | ------ | ------ | ------ | ------ | ------ | ------ | ------ | ------ | ---- | ---- | ---- | ---- | ---- |
| Темп. макс. (°C) | 7.9    | 10.3   | 14.1   | 18.7   | 23.5   | 28.4   | 31.5   | 31.7   | 26.5   | 19.6   | 13.9   | 9.7    | 9.3  | 18.8 | 30.5 | 20   | 19.7 |
| Темп. сер. (°C)  | 3.9    | 5.5    | 8.7    | 12.6   | 16.8   | 21.1   | 23.5   | 23.6   | 19.8   | 14.1   | 9.6    | 5.7    | 5    | 12.7 | 22.7 | 14.5 | 13.7 |
| Темп. мін. (°C)  | -0.1   | 0.6    | 3.3    | 6.6    | 10.2   | 13.9   | 15.5   | 15.5   | 13.0   | 8.7    | 5.4    | 1.8    | 0.8  | 6.7  | 15   | 9    | 7.9  |

## Сусідні муніципалітети
- Буньяра
- Кансано
- Караманіко-Терме
- Інтродаккуа
- Пачентро
- Петторано-суль-Джиціо
- Пратола-Пелінья
- Прецца
- Салле
- Сант'Еуфемія-а-Маєлла